# منتخب غانا لكرة القدم
منتخب غانا لكرة القدم (بالإنجليزية: Ghana national football team)‏ الملقب باسم النجوم السوداء هو ممثل دولة غانا الرسمي في رياضة كرة القدم. يشرف عليه اتحاد غانا لكرة القدم الذي تأسس في العام 1957، وانضم إلى الفيفا في العام 1958، وهو من أقوى المنتخبات الأفريقية حيث فاز بكأس الأمم الأفريقية أربع مرات ووصل إلى نهائيات البطولة 23 مرة وتأهل لكأس العالم أربع مرات.

## كأس العالم
وصلت منتخب غانا إلى نهائيات كأس العالم 4 مرات ،  أولها في بطولة 2006 انهزم أمام بطل العالم إيطاليا 2-0 ثم فاز على جمهورية التشيك 2-0 وعلى منتخب الولايات المتحدة 2-1 قبل الهزيمة أمام البرازيل 3-0 . وفي 2010 فاز على صربيا 1-0 و تعادل مع أستراليا 1-1 ثم انهزم أمام ألمانيا 1-0 و في الدور الثاني جدد فوزه على منتخب الولايات المتحدة 2-1 ثم خرج أمام الأوروغواي في الدور الربع النهائي بركلات الترجيح. وفي 2014 لم يتمكن منتخب غانا من تجاوز الدور الأول بعد خسارته أمام الولايات المتحدة 2-1 وتعادله مع ألمانيا 2-2 وخسارته أمام البرتغال 2-1 ، و في 2022 خرج المنتخـب الغاني من الدور الاول بعد الخسارة (3-2) من  البرتغال و (0-2) من  الاوروغواي  و الفوز الدرامي على   كوريا الجنوبية (3-2) .

## كأس الأمم الأفريقية
استضافت غانا بطولة كأس الأمم الأفريقية في سنوات 1963 و1978 و2000 و2008 لتصبح أكثر الدول المستضيفة للبطولة مع مصر. وشارك في البطولة 21 مرة بداية من بطولة 1963 التي مثلت الحضور الأول لمنتخب غانا كمشارك ومستضيف والتي فاز فيها في البطولة وكذلك في الدورة التالية في سنة 1965، وفاز في دورتي 1980 و 1982، وقد تولى اللاعب الغاني والمدرب تشارلز غيامفي تدريب المنتخب خلال سنوات مشاركته في البطولات الثلاث الأولى التي فاز بها ليضع قياسي لم يحطمه إلا المدرب المصري حسن شحاتة في سنة 2010، وحصل منتخب غانا على لقب الوصيف في سنوات 1968 و1970 و1992 و2010 و2015.

## سجل المشاركة في البطولات

### كأس الأمم الأفريقية
| السنة | المركز   | السنة | المركز        | السنة | المركز        | السنة | المركز        |
| ----- | -------- | ----- | ------------- | ----- | ------------- | ----- | ------------- |
| 1957  | لم يشارك | 1976  | لم يتأهل      | 1994  | ربع النهائي   | 2012  | المركز الرابع |
| 1959  | لم يشارك | 1978  | البطل         | 1996  | المركز الرابع | 2013  | المركز الرابع |
| 1962  | لم يشارك | 1980  | الجولة الأولى | 1998  | الجولة الأولى | 2015  | الوصيف        |
| 1963  | البطل    | 1982  | البطل         | 2000  | ربع النهائي   | 2017  | المركز الرابع |
| 1965  | البطل    | 1984  | الجولة الأولى | 2002  | ربع النهائي   | 2019  | دور ال16      |
| 1968  | الوصيف   | 1986  | لم يتأهل      | 2004  | لم يتأهل      | 2021  | الجولة الأولى |
| 1970  | الوصيف   | 1988  | لم يتأهل      | 2006  | الجولة الأولى | 2023  | دور المجموعات |
| 1972  | لم يتأهل | 1990  | لم يتأهل      | 2008  | المركز الثالث | 2025  | لم يتأهل      |
| 1974  | لم يتأهل | 1992  | الوصيف        | 2010  | الوصيف        |       |               |

## وصلات خارجية
- قائمة بيانات المنتخب من الموقع الرسمي للفيفا باللغة العربية